# Jan Svensson (språkvetare)
Jan Svensson, född 1950, är språkvetare och professor emeritus i nordiska språk vid Lunds universitet. Jan Svensson blev filosofie doktor 1981 vid Lunds universitet.

## Utmärkelser, ledamotskap och priser
- Ledamot av Vetenskapssocieteten i Lund (LVSL, 2002)[2]
- Svenska Akademiens Margit Påhlsons pris (2017)[1]